# 長水警察署
長水警察署（チャンスけいさつしょ）は、全北地方警察庁所管の警察署である。

## 管轄区域
- 長水郡

## 沿革
- 1945年10月21日 - 開署
- 2004年11月3日 - 現在の庁舎が竣工。

## 組織
- 警務課
- 生活安全交通課
- 捜査課
- 情報保安課

## 管轄派出所
- 長水派出所
- 長渓派出所
- 蟠岩派出所
- 山西派出所
- 渓北派出所
- 天川派出所

## 管轄治安センター
- 渓南治安センター
- 好徳治安センター